# 산타 크로체 광장

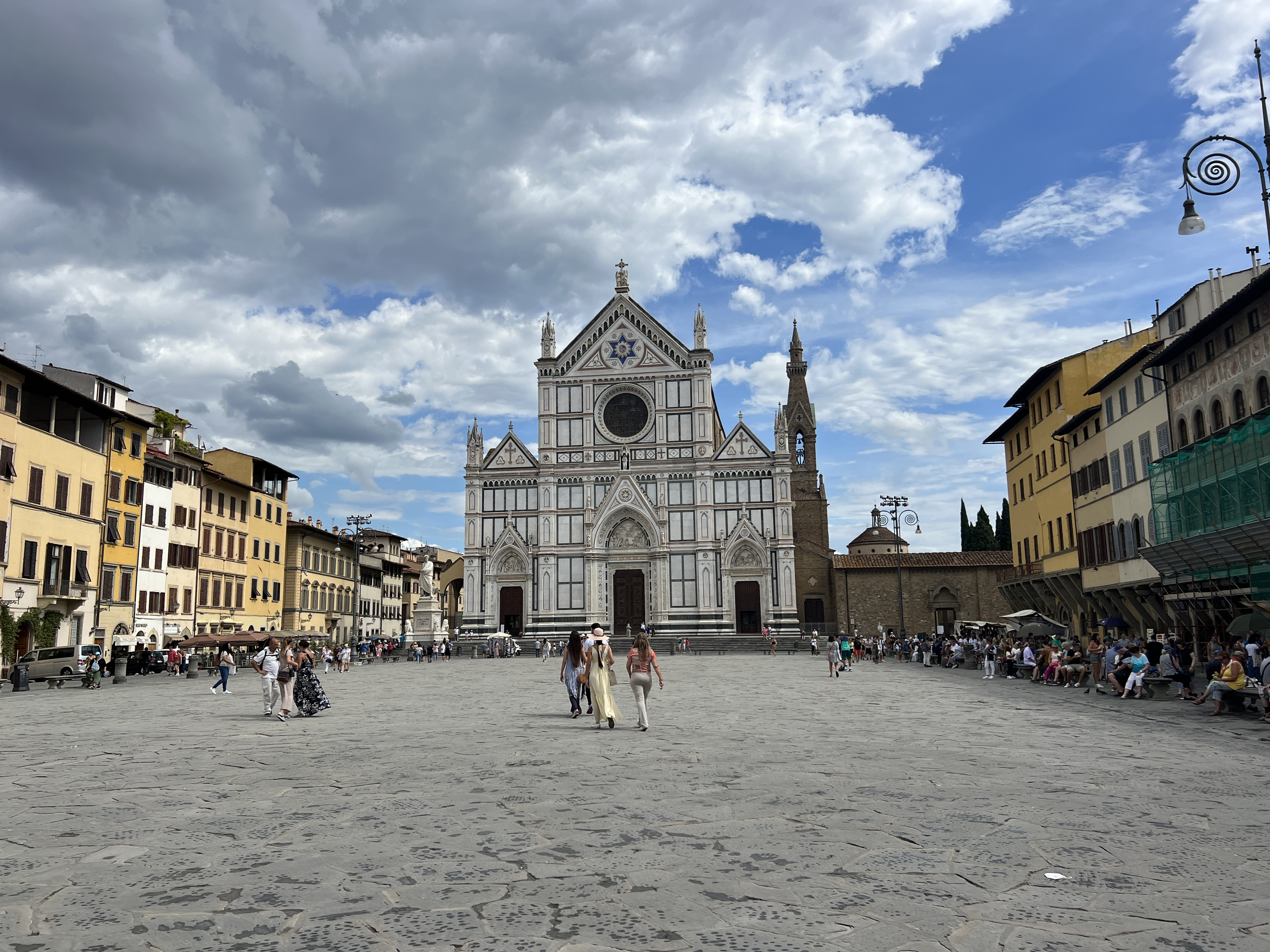
산타 크로체 성당과 광장.

산타 크로체 광장(Piazza Santa Croce)은 이탈리아 토스카나 지방의 피렌체 도심에 위치한 주요 광장 중 하나이다. 시뇨리아 광장과 피렌체 국립 중앙 도서관에 인접해 있으며, 이곳 광장을 내려다 보는 산타 크로체 성당에서 이름이 붙여졌다.

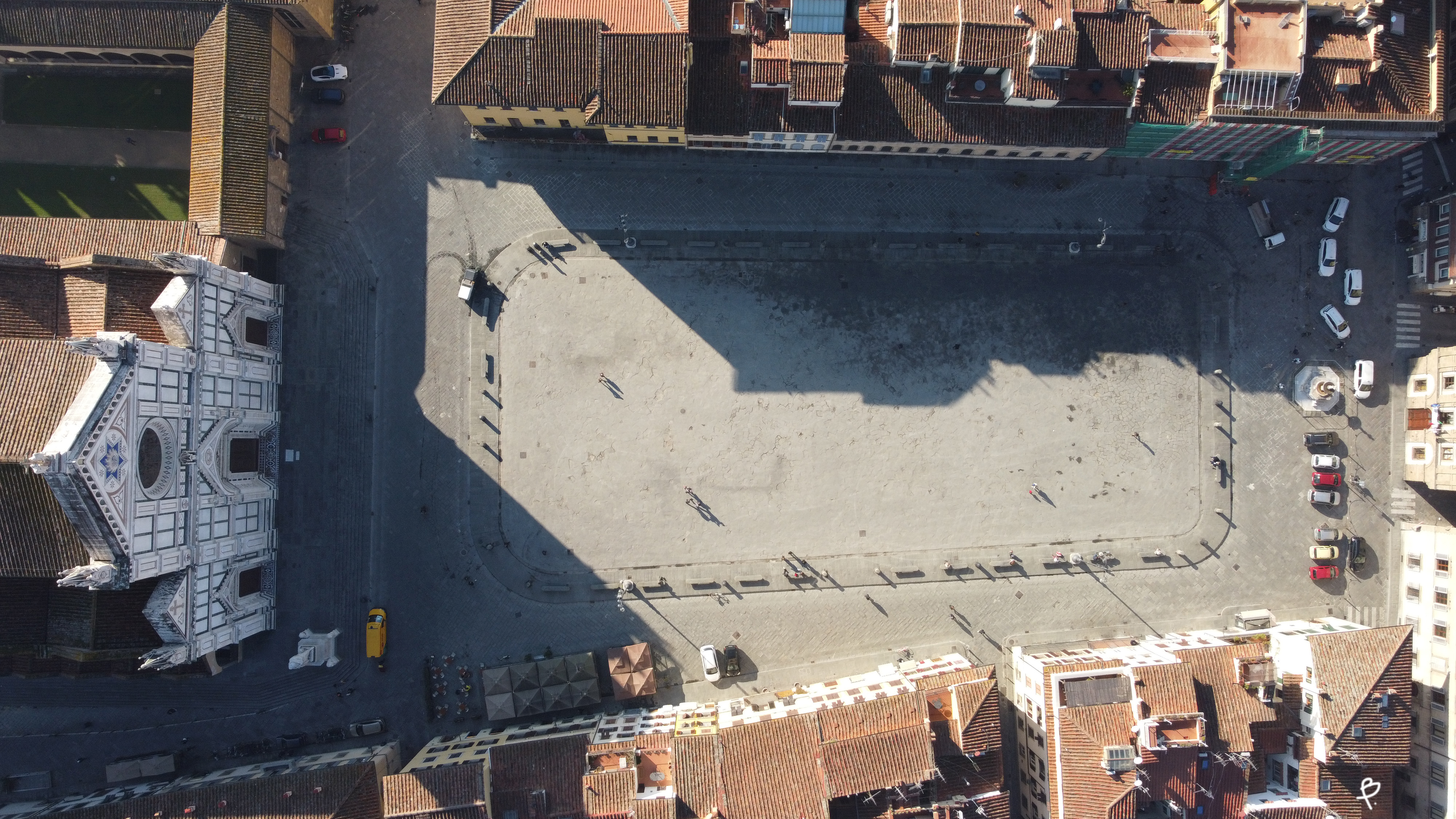
산타 크로체 성당의 공중 사진

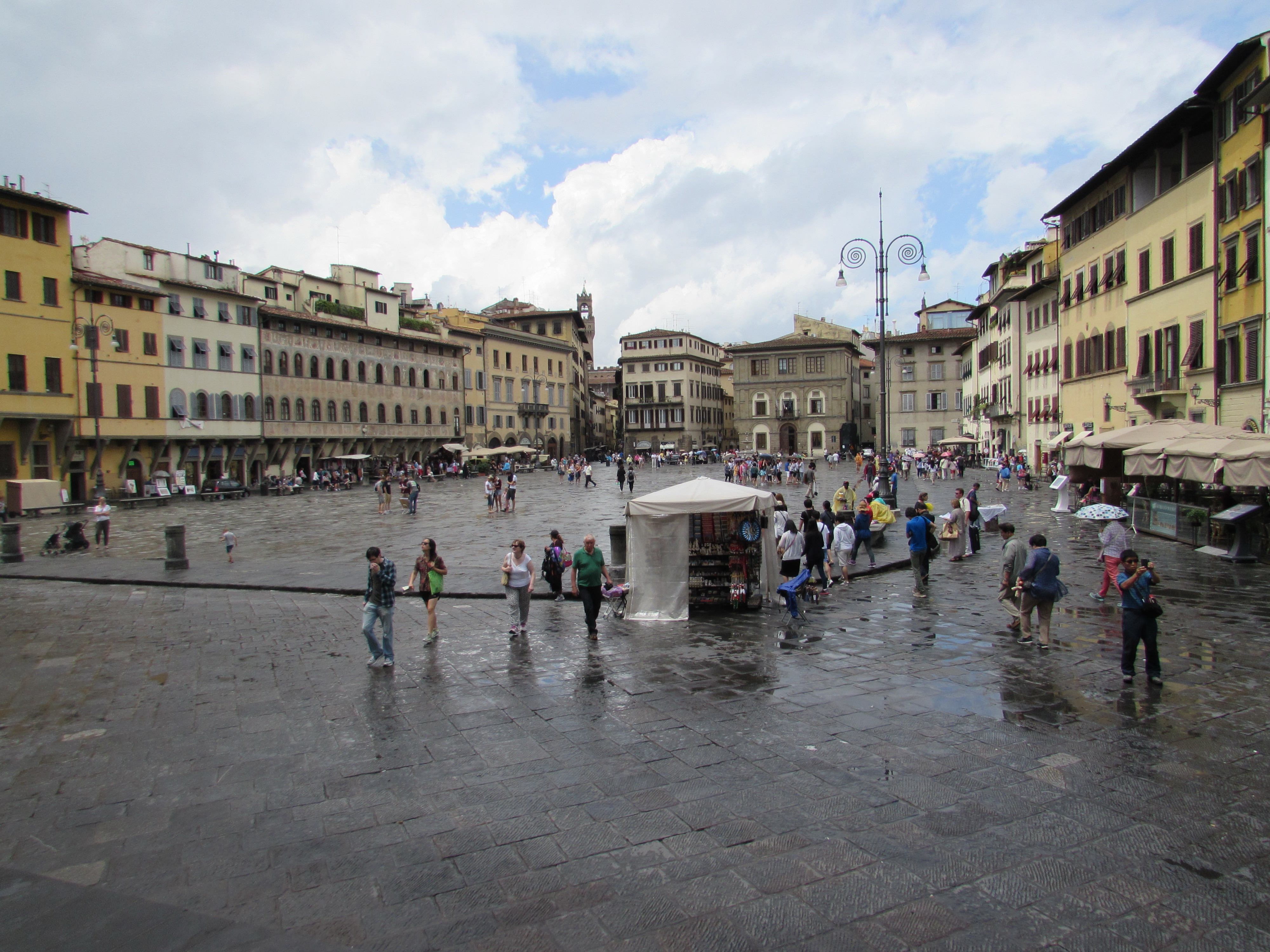
산타 크로체 성당 앞에 있는 단테 기념물에서 본 광장

## 주요 건축물

### 산타 크로체 성당
산타 크로체 성당의 가장 독특한 점들로는 조토와 그의 제단들이 하나하나 프레스코화로 장식한 16개의 예배당과 무덤 및 세노타프이다.
미켈란젤로, 마키아벨리, 엔리코 페르미, 갈릴레오, 우고 포스콜로, 굴리엘모 마르코니, 루이지 케루비니, 레온 바티스타 알베르티, 비토리오 알피에리, 조아키노 로시니, 로렌초 기베르티, 로렌초 바르톨리니, 피에르 안토니오 미켈리, 바르톨로메오 크리스토포리, 조반니 젠틸레 등 여러 저명한 이탈리아인들이 묻힌 곳으로, 이에 따라 '이탈리아 영광의 교회'(Tempio dell'Itale Glorie)로도 알려져 있다.

### 코키-세리스토리 궁전
산타 크로체 성당 반대편 쪽에는 로렌초 데 메디치의 전속 건축가인 줄리아노 다 상갈로가 15세기 말에 개축한 코키-세리스토리 궁전이 있다. 이 궁전의 앞쪽에는 19세기에 조성된 분수가 있다.

### 안텔라 궁전
산타 크로체 광장 남쪽에는 조반니 다 산 조반니의 지시로 17세기 초에 꾸며진 파사드가 있는 기다란 궁전인 안텔라 궁전이 있다.

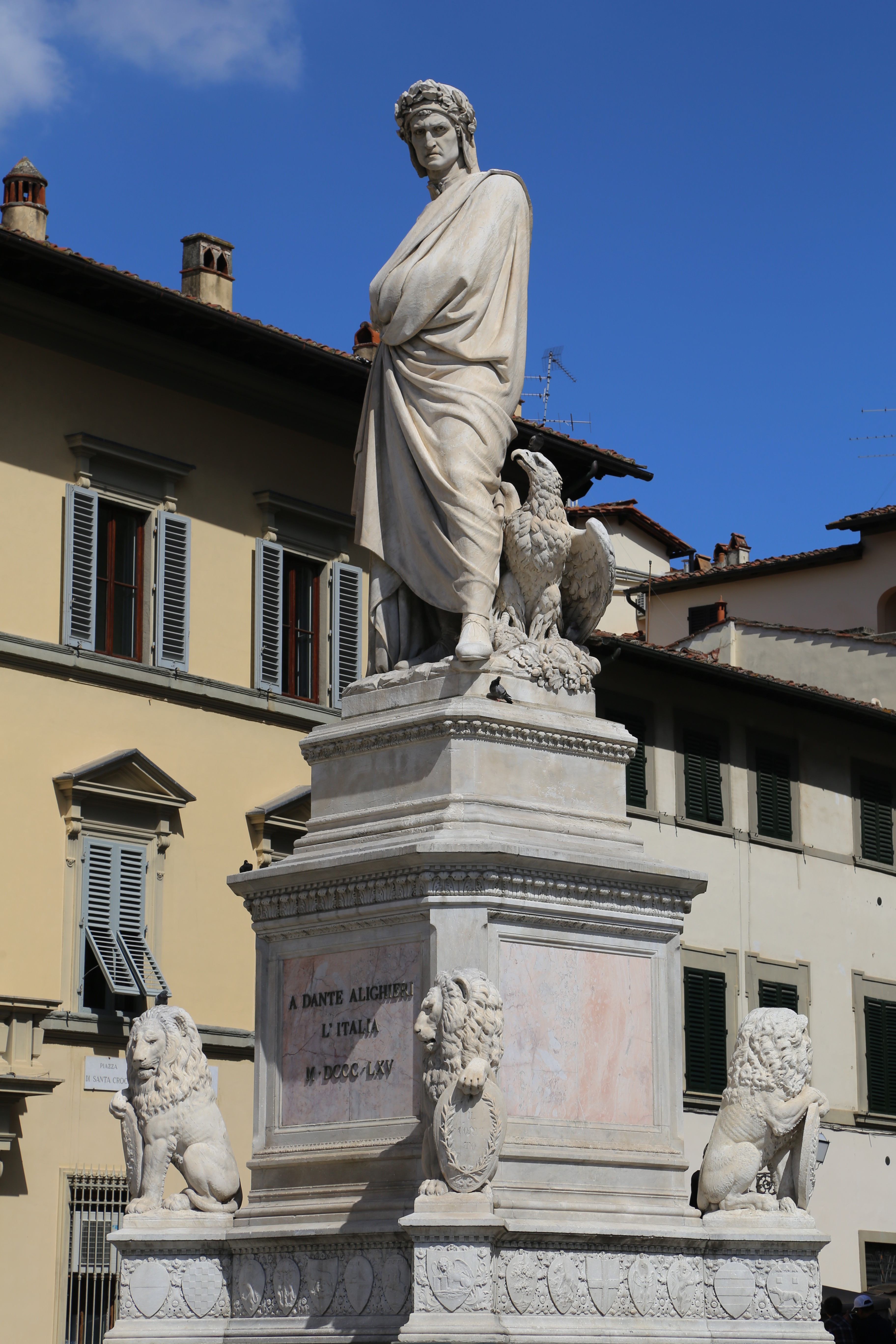
엔리코 파치가 만든 단테 기념비 (1865년)

### 조각상
산타 크로체 성당 앞쪽으로 이른바 '단테 기념비'라고 하는, 엔리코 파치가 제작한 단테를 묘사한 대리석 조각상이 있다.

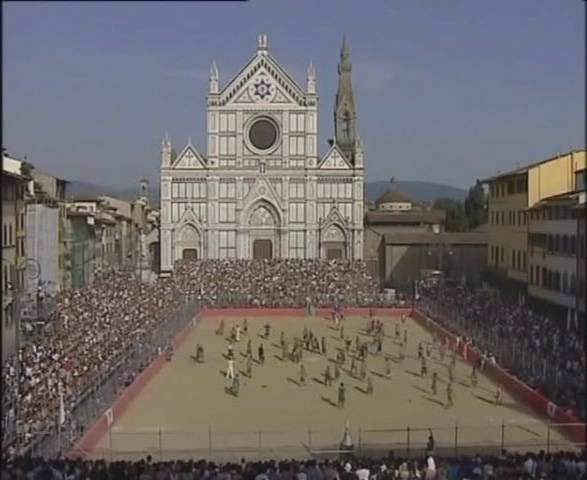
'칼초 스토리코'

## 행사
매년 6월마다, 광장에는 1년마다 열리는 칼초 피오렌티노 경기를 위해 모래 사장이 준비된다. 이 경기는 꽤나 폭력적인데 복싱과 레슬링 기술이 허용되고 작은 부상도 빈번히 일어난다.